# Outlast
Оутласт (енгл. Outlast) је хорор видео игра преживљавања која се игра у првом лицу, направљена и објављена од стране Ред Барелса (енгл. Red Barrels). Игра се врти око слободног истраживачког новинара, Мајлса Упсура, који је одлучио да истражује удаљену психијатрисјку болницу која се зове Mount Massive Asylum (транскр. Маунт Масив Азилум), смештену дубоко у планинама Лејк Каунти, Колорадо.
Оутласт је пуштен за Microsoft Windows (транскр. Мајкрсофт виндоус) 4. септембра 2013. године, за PlayStation 4 (транскр. Плеј Стејшн) у фебруару 2014. године. Верзије за Линукс (енгл. Linux) и OS X су пуштене касније, у марту 2014. године.
Оутласт је добио генерално позитивне критике уз посебне похвале за атмосферу, елементе хорора и сам начин играња, односно радњу. Од октобра 2016. године, игра је продата у четири милиона примерака.
Наставак, Оутласт 2, је изашао 25. априла 2017. године. Серија стрипова између Оутласта и Оутласта 2, The Murkoff Account, је објављена у јулу исте године.

## Радња
У Оутласту, играч преузима улогу истраживачког новинара, Мајлса Упсура, док обилази распаднуту психијатријску болницу у Лидвилу у Колораду, пуну пацијената који су убице. Игра се у првом лицу. Играл може да хода, трчи, скаче, пење се на мердевине и још много тога. Међутим за разлику од већине игара, играч нема видљиву траку здравља на екрану и није оспособљен да напада непријатеље. Играч се уместо тога мора ослонити на тактике скривања као што је сакривање у ормарима, стајање у сенци, или сакривање испод или иза ствари како би преживели. Алтернативно, играч може покушати да надмудри свог прогонитеља. Ако играч умре, игра ће се ресетовати на најновију контролну тачку.
Већи део болнице је не осветљен, а једини начин да играч види док је у мраку је кроз објектив видео камере која има ноћни режим. Употреба ноћног режима ће полако трошити батерију, што ће играча присилити да тражи додатне батерије по болници. Оутласт традиционално користи искачуће страшне сцене и аудио знакове, како би играча упозорили да је примећен од стране непријатеља. Ако играч снима специфичне догађаје видео камером, Мајлс ће написати белешку о томе, пружајући даљи увид у његове мисли. Могу се прикупљати документа која нуде историјске и друге податке о објекту, укључујући странице из дневника пацијената и извештаје болничког особља.